# Plage de la Figueirinha
La plage de la Figueirinha (en portugais: praia da Figueirinha) est une plage de sable du Portugal, située à 7 km à l'ouest de la ville de Setúbal.
Elle fait partie du Parc naturel de l'Arrábida, au pied de la Serra de l'Arrábida. Longue d'environ 600 m, elle s'avance dans l'océan Atlantique, face à la péninsule de Troia.